# Un homme amoureux
Un homme amoureux je francouzsko-italsko-britský hraný film z roku 1987, který režírovala Diane Kurys. Snímek měl světovou premiéru na filmovém festivalu v Cannes dne 7. května 1987.

## Děj
V Římě se během filmového natáčení  americký herec Steve, který je ženatý se Susan, zamiluje do své francouzské partnerky Jane, která sama má romantický vztah s Brunem. Jane a Steve prožívají vášnivý milostný příběh. Konec jejich dobrodružství způsobí Bruno, ale Steve svou rodinu stejně opustit nechce.

## Obsazení
| Peter Coyote          | Steve Elliott   |
| Greta Scacchi         | Jane Steiner    |
| Jamie Lee Curtis      | Susan Elliott   |
| Claudia Cardinalová   | Julia Steiner   |
| Peter Riegert         | Michael         |
| John Berry            | Harry Steiner   |
| Vincent Lindon        | Bruno Schlosser |
| Jean Pigozzi          | Dante Pizani    |
| Elia Katz             | Sam             |
| Constantin Alexandrov | De Vitta        |
| Jean-Claude de Goros  | Sandro          |
| Patrick Bruel         | Michael         |

## Ocenění
- César: nominace na nejlepší zvuk (Bernard Bats, Gérard Lamps) a nejlepší filmový plakát (Philippe Lemoine)
- Film zahajoval filmový festival v Cannes